# ادوارد بوهلن
ادوارد بوهلن (به انگلیسی: Eduard Bohlen) یک کشتی بود که طول آن ۳۱۰ فوت ۶ اینچ (۹۴٫۶۴ متر) بود. این کشتی در سال ۱۸۹۱ ساخته شد.